# Phoenix Open
Phoenix Open är en professionell golftävling på PGA Touren och går nu under namnet  Waste Management Phoenix Open av sponsorskäl. Tävlingen äger rum i början av februari eller sent i januari varje år och spelas på golfbanan TPC Scottsdale i Arizona.
Från början var tävlingen känd under namnet Arizona Open, men är därefter känd under namnet Phoenix Open, med undantag för åren 2004-2009 då banken Friedman Billings Ramsey var huvudsponsor, vilket gav upphov till namnet FBR Open. Tävlingen är den mest besökta golftävlingen i världen varje år.

## Historia
Phoenix Open ägde rum första gången 1932, men på grund av litet intresse för evenemanget så spelades inte tävlingen mellan åren 1936-1938, för att sedan återupplivas av Bob Goldwater, Sr 1939. Goldwater tog hjälp av den lokala organisationen Thunderbirds, men då dem saknade samma entusiasm som Goldwater, blev det han som fick göra det mesta av arbetet. Genom kontakter fick Goldwater kända personligheter som Bing Crosby, Bob Hope och Ben Hogan, som av händelse även var bekant med Goldwater, att delta i tävlingen. Efter succén 1939, en upplaga Byron Nelson vann, fick Goldwater fullt stöd av Thunderbirds.
Goldwater lyckades att ge tävlingen tillstånd att få fortsätta att spelas på Phoenix Country Club, vilken den gjorde från 1932 till 1986. Sedan 1955 alternerade tävlingen vartannat år mellan Phoenix Country Club och Arizona Country Club. Detta arrangemang varade till 1973 och efter det var Phoenix Country Club permanent golfklubb för tävlingen.
Sedan 1987 har tävlingen spelats på sin nuvarande golfbana;  Stadium Course på TPC Scottsdale. 

## Popularitet
Under tävlingens fyra dagar brukar det vara omkring en halv miljon besökare, och år 2017 var det över 600 000 som besökte tävlingen. Samtidigt så sattes det nytt PGA Tour rekord 2017, då det under lördagen var 204 906 besökare, vilket är för tävlingen och på PGA Touren, det högsta antalet någonsin.
Den mest populära platsen är det 16:e hålet, som kallas "The Coliseum", som endast är 150 meter långt par-3 hål, som är instängt mellan tillfälliga läktare som ger plats åt 20 000 åskådare. Från det närliggande Arizona State University brukar studenter komma och besöka tävlingen. Hålet är känt då publiken brukar bua åt dåliga slag, men applådera och berömma bra slag. Kända tillfällen var när Tiger Woods gjorde hole-in-one på det 16:e hålet år 1997 och publiken exploderade av jubel, och när Justin Leonard pekar fingret åt den buande publiken efter ett dåligt slag.

## Segrare
| År                                                              | Spelare                       | Resultat                      | Mot par                       | Segermarginal                 | Runner(s)-up                                                            |
| Waste Management Phoenix Open                                   | Waste Management Phoenix Open | Waste Management Phoenix Open | Waste Management Phoenix Open | Waste Management Phoenix Open | Waste Management Phoenix Open                                           |
| --------------------------------------------------------------- | ----------------------------- | ----------------------------- | ----------------------------- | ----------------------------- | ----------------------------------------------------------------------- |
| 2018                                                            | Gary Woodland                 | 266                           | -18                           | Särspel                       | Chez Reavie                                                             |
| 2017                                                            | Hideki Matsuyama (2)          | 267                           | −17                           | Särspel                       | Webb Simpson                                                            |
| 2016                                                            | Hideki Matsuyama              | 270                           | −14                           | Särspel                       | Rickie Fowler                                                           |
| 2015                                                            | Brooks Koepka                 | 269                           | −15                           | 1 slag                        | Hideki Matsuyama, Ryan Palmer, Bubba Watson                             |
| 2014                                                            | Kevin Stadler                 | 268                           | −16                           | 1 slag                        | Graham DeLaet, Bubba Watson                                             |
| 2013                                                            | Phil Mickelson (3)            | 256                           | −28                           | 4 slag                        | Brandt Snedeker                                                         |
| 2012                                                            | Kyle Stanley                  | 269                           | −15                           | 1 slag                        | Ben Crane                                                               |
| 2011                                                            | Mark Wilson                   | 266                           | −18                           | Särspel                       | Jason Dufner                                                            |
| 2010                                                            | Hunter Mahan                  | 268                           | −16                           | 1 slag                        | Rickie Fowler                                                           |
| FBR Open                                                        |                               |                               |                               |                               |                                                                         |
| 2009                                                            | Kenny Perry                   | 270                           | −14                           | Särspel                       | Charley Hoffman                                                         |
| 2008                                                            | J. B. Holmes (2)              | 270                           | −14                           | Särspel                       | Phil Mickelson                                                          |
| 2007                                                            | Aaron Baddeley                | 263                           | −21                           | 1 slag                        | John Rollins                                                            |
| 2006                                                            | J. B. Holmes                  | 263                           | −21                           | 7 slag                        | J. J. Henry, Steve Lowery, Ryan Palmer, Scott Verplank, Camilo Villegas |
| 2005                                                            | Phil Mickelson (2)            | 267                           | −17                           | 5 slag                        | Scott McCarron, Kevin Na                                                |
| 2004                                                            | Jonathan Kaye                 | 266                           | −18                           | 2 slag                        | Chris DiMarco                                                           |
| Phoenix Open                                                    |                               |                               |                               |                               |                                                                         |
| 2003                                                            | Vijay Singh (2)               | 261                           | −23                           | 3 slag                        | John Huston                                                             |
| 2002                                                            | Chris DiMarco                 | 267                           | −17                           | 1 slag                        | Kenny Perry, Kaname Yokoo                                               |
| 2001                                                            | Mark Calcavecchia (3)         | 256                           | −28                           | 8 slag                        | Rocco Mediate                                                           |
| 2000                                                            | Tom Lehman                    | 270                           | −14                           | 1 slag                        | Robert Allenby, Rocco Mediate                                           |
| 1999                                                            | Rocco Mediate                 | 273                           | −11                           | 2 slag                        | Justin Leonard                                                          |
| 1998                                                            | Jesper Parnevik               | 269                           | −15                           | 3 slag                        | Tommy Armour III, Brent Geiberger, Steve Pate, Tom Watson               |
| 1997                                                            | Steve Jones                   | 258                           | −26                           | 11 slag                       | Jesper Parnevik                                                         |
| 1996                                                            | Phil Mickelson                | 269                           | −15                           | Särspel                       | Justin Leonard                                                          |
| 1995                                                            | Vijay Singh                   | 269                           | −15                           | Särspel                       | Billy Mayfair                                                           |
| 1994                                                            | Bill Glasson                  | 268                           | −16                           | 3 slag                        | Bob Estes                                                               |
| 1993                                                            | Lee Janzen                    | 273                           | −11                           | 2 slag                        | Andrew Magee                                                            |
| 1992                                                            | Mark Calcavecchia (2)         | 264                           | −20                           | 5 slag                        | Duffy Waldorf                                                           |
| 1991                                                            | Nolan Henke                   | 268                           | −16                           | 1 slag                        | Gil Morgan, Curtis Strange, Tom Watson                                  |
| 1990                                                            | Tommy Armour III              | 267                           | −17                           | 5 slag                        | Jim Thorpe                                                              |
| 1989                                                            | Mark Calcavecchia             | 263                           | −21                           | 7 slag                        | Chip Beck                                                               |
| 1988                                                            | Sandy Lyle                    | 269                           | −15                           | Särspel                       | Fred Couples                                                            |
| 1987                                                            | Paul Azinger                  | 268                           | −16                           | 1 slag                        | Hal Sutton                                                              |
| 1986                                                            | Hal Sutton                    | 267                           | −17                           | 2 slag                        | Calvin Peete, Tony Sills                                                |
| 1985                                                            | Calvin Peete                  | 270                           | −14                           | 2 slag                        | Morris Hatalsky, Doug Tewell                                            |
| 1984                                                            | Tom Purtzer                   | 268                           | −16                           | 1 slag                        | Corey Pavin                                                             |
| 1983                                                            | Bob Gilder (2)                | 271                           | −13                           | Särspel                       | Rex Caldwell, Johnny Miller, Mark O'Meara                               |
| 1982                                                            | Lanny Wadkins                 | 263                           | −21                           | 6 slag                        | Jerry Pate                                                              |
| 1981                                                            | David Graham                  | 268                           | −16                           | 1 slag                        | Lon Hinkle                                                              |
| 1980                                                            | Jeff Mitchell                 | 272                           | −12                           | 4 slag                        | Rik Massengale                                                          |
| 1979                                                            | Ben Crenshaw                  | 199*                          | −14                           | 1 slag                        | Jay Haas                                                                |
| 1978                                                            | Miller Barber                 | 272                           | −12                           | 1 slag                        | Jerry Pate, Lee Trevino                                                 |
| 1977                                                            | Jerry Pate                    | 277                           | −7                            | Särspel                       | Dave Stockton                                                           |
| 1976                                                            | Bob Gilder                    | 268                           | −16                           | 2 slag                        | Roger Maltbie                                                           |
| 1975                                                            | Johnny Miller (2)             | 260                           | −24                           | 14 slag                       | Jerry Heard                                                             |
| 1974                                                            | Johnny Miller                 | 271                           | −13                           | 1 slag                        | Lanny Wadkins                                                           |
| 1973                                                            | Bruce Crampton                | 268                           | −12                           | 1 slag                        | Steve Melnyk, Lanny Wadkins                                             |
| 1972                                                            | Homero Blancas                | 273                           | −11                           | Särspel                       | Lanny Wadkins                                                           |
| Phoenix Open Invitational                                       |                               |                               |                               |                               |                                                                         |
| 1971                                                            | Miller Barber                 | 261                           | −23                           | 2 slag                        | Billy Casper, Dan Sikes                                                 |
| 1970                                                            | Dale Douglass                 | 271                           | −13                           | 1 slag                        | Howie Johnson, Gene Littler                                             |
| 1969                                                            | Gene Littler (3)              | 263                           | −21                           | 2 slag                        | Miller Barber, Don January, Billy Maxwell                               |
| 1968                                                            | George Knudson                | 272                           | −12                           | 3 slag                        | Julius Boros, Sam Carmichael, Jack Montgomery                           |
| 1967                                                            | Julius Boros                  | 272                           | −12                           | 1 slag                        | Ken Still                                                               |
| 1966                                                            | Dudley Wysong                 | 278                           | −6                            | 1 slag                        | Gardner Dickinson                                                       |
| 1965                                                            | Rod Funseth                   | 274                           | −14                           | 3 slag                        | Bert Yancey                                                             |
| 1964                                                            | Jack Nicklaus                 | 271                           | −13                           | 3 slag                        | Bob Brue                                                                |
| 1963                                                            | Arnold Palmer (3)             | 273                           | −15                           | 1 slag                        | Gary Player                                                             |
| 1962                                                            | Arnold Palmer (2)             | 269                           | −15                           | 12 slag                       | Billy Casper, Don Fairfield, Bob McCallister, Jack Nicklaus             |
| 1961                                                            | Arnold Palmer                 | 270                           | −10                           | Särspel                       | Doug Sanders                                                            |
| 1960                                                            | Jack Fleck                    | 273                           | −11                           | Säspel                        | Bill Collins                                                            |
| 1959                                                            | Gene Littler (2)              | 268                           | −12                           | 1 slag                        | Art Wall, Jr.                                                           |
| 1958                                                            | Ken Venturi                   | 274                           | −10                           | 1 slag                        | Walter Burkemo, Jay Hebert                                              |
| 1957                                                            | Billy Casper                  | 271                           | −9                            | 3 slag                        | Cary Middlecoff, Mike Souchak                                           |
| Phoenix Open                                                    |                               |                               |                               |                               |                                                                         |
| 1956                                                            | Cary Middlecoff               | 276                           | −8                            | 3 slag                        | Mike Souchak                                                            |
| 1955                                                            | Gene Littler                  | 275                           | −5                            | 1 slag                        | Billy Maxwell, Johnny Palmer                                            |
| 1954                                                            | Ed Furgol                     | 272                           | −12                           | Särspel                       | Cary Middlecoff                                                         |
| 1953                                                            | Lloyd Mangrum (2)             | 272                           | −12                           | 6 slag                        | Johnny Bulla, Ted Kroll, Bo Wininger                                    |
| 1952                                                            | Lloyd Mangrum                 | 274                           | −10                           | 5 slag                        | E. J. Harrison                                                          |
| 1951                                                            | Lew Worsham                   | 272                           | −12                           | 1 slag                        | Lawson Little                                                           |
| Ben Hogan Open                                                  |                               |                               |                               |                               |                                                                         |
| 1950                                                            | Jimmy Demaret (2)             | 269                           | −15                           | 1 slag                        | Sam Snead                                                               |
| Phoenix Open                                                    |                               |                               |                               |                               |                                                                         |
| 1949                                                            | Jimmy Demaret                 | 278                           | −6                            | Särspel                       | Ben Hogan                                                               |
| 1948                                                            | Bobby Locke                   | 268                           | −16                           | 1 slag                        | Jimmy Demaret                                                           |
| 1947                                                            | Ben Hogan (2)                 | 270                           | −14                           | 7 slag                        | Lloyd Mangrum, Ed Oliver                                                |
| 1946                                                            | Ben Hogan                     | 273                           | −11                           | Särspel                       | Herman Keiser                                                           |
| 1945                                                            | Byron Nelson (2)              | 274                           | −10                           | 2 slag                        | Denny Shute                                                             |
| 1944                                                            | Jug McSpaden                  | 273                           | −11                           | Särspel                       | Byron Nelson                                                            |
| 1941–43: Ingen tävling, arrangerade Western Open 1941 och 1942) |                               |                               |                               |                               |                                                                         |
| 1940                                                            | Ed Oliver                     | 205^                          | −8                            | 1 slag                        | Ben Hogan                                                               |
| 1939                                                            | Byron Nelson                  | 198^                          | −15                           | 12 slag                       | Ben Hogan                                                               |
| 1936–38: Ingen tävling                                          |                               |                               |                               |                               |                                                                         |
| 1935                                                            | Ky Laffoon                    | 281                           | −3                            | 4 slag                        | Craig Wood                                                              |
| 1934                                                            | Ingen tävling                 | Ingen tävling                 | Ingen tävling                 | Ingen tävling                 | Ingen tävling                                                           |
| Arizona Open                                                    |                               |                               |                               |                               |                                                                         |
| 1933                                                            | Harry Cooper                  | 281                           | −3                            | 2 slag                        | Ray Mangrum, Horton Smith                                               |
| 1932                                                            | Ralph Guldahl                 | 285                           | −1                            | 5 slag                        | John Perelli                                                            |

*54 hål på grund av regn
^Schemalagt 54 hål